# Décembre 1873

## Événements
- À Londres, Royaume-Uni, le smog, mot forgé à partir de smoke (fumée) et fog (brouillard) tue en une semaine 700 personnes atteintes de problèmes de respiration.

- 6 décembre : Yaqub Beg accepte le titre de khan de Kachgarie (Xinjiang) sur invitation du sultan ottoman.

- 21 décembre : Francis Garnier trouve la mort dans un combat contre les Pavillons noirs.

## Naissances
1er décembre : Charles Ruijs de Beerenbrouck : homme politique néerlandais 
- 7 décembre : Mikhaïl Demianov, peintre russe († 23 juin 1913).
- 8 décembre : John Duncan MacLean, Premier ministre de la Colombie-Britannique.
- 9 décembre : George Blewett, philosophe.
- 18 décembre : 
  - Francis Burton Harrison, homme politique américain († 1957)
  - Gratien Candace, homme politique, Guadeloupe, France.
- 30 décembre :
  - Ana-Cristina Pătrănoiu,vampire

## Décès
- 1er décembre : Francis Garnier, explorateur français.
- 9 décembre : William Henry Steeves, père de la Confédération.
- 14 décembre : Louis Agassiz, zoologiste, ichtyologue et géologue américain d'origine suisse (° 1807).
- 19 décembre : Pharamond Blanchard, peintre d'histoire et de genre, dessinateur, lithographe, illustrateur et écrivain français (° 27 février 1805).